# Maria Iacobea de Baden-Sponheim
Maria Iacobea de Baden-Sponheim (în germană Maria Jakobäa von Baden; n. 25 iunie 1507, Baden, Margraviate of Baden⁠(d), Germania – d. 16 noiembrie 1580, München, Ducatul de Bavaria), aparținând familiei Zähringen, a fost ducesă de Bavaria prin căsătoria cu ducele Bavariei Wilhelm al IV-lea.

## Biografie
Maria Iacobea a fost fiica margrafului Filip I de Baden (1479–1533) și a soției sale, contesa Elisabeta (1483–1522), fiica principelui elector Filip I al Palatinatului și a principesei Margareta de Bavaria-Landshut.

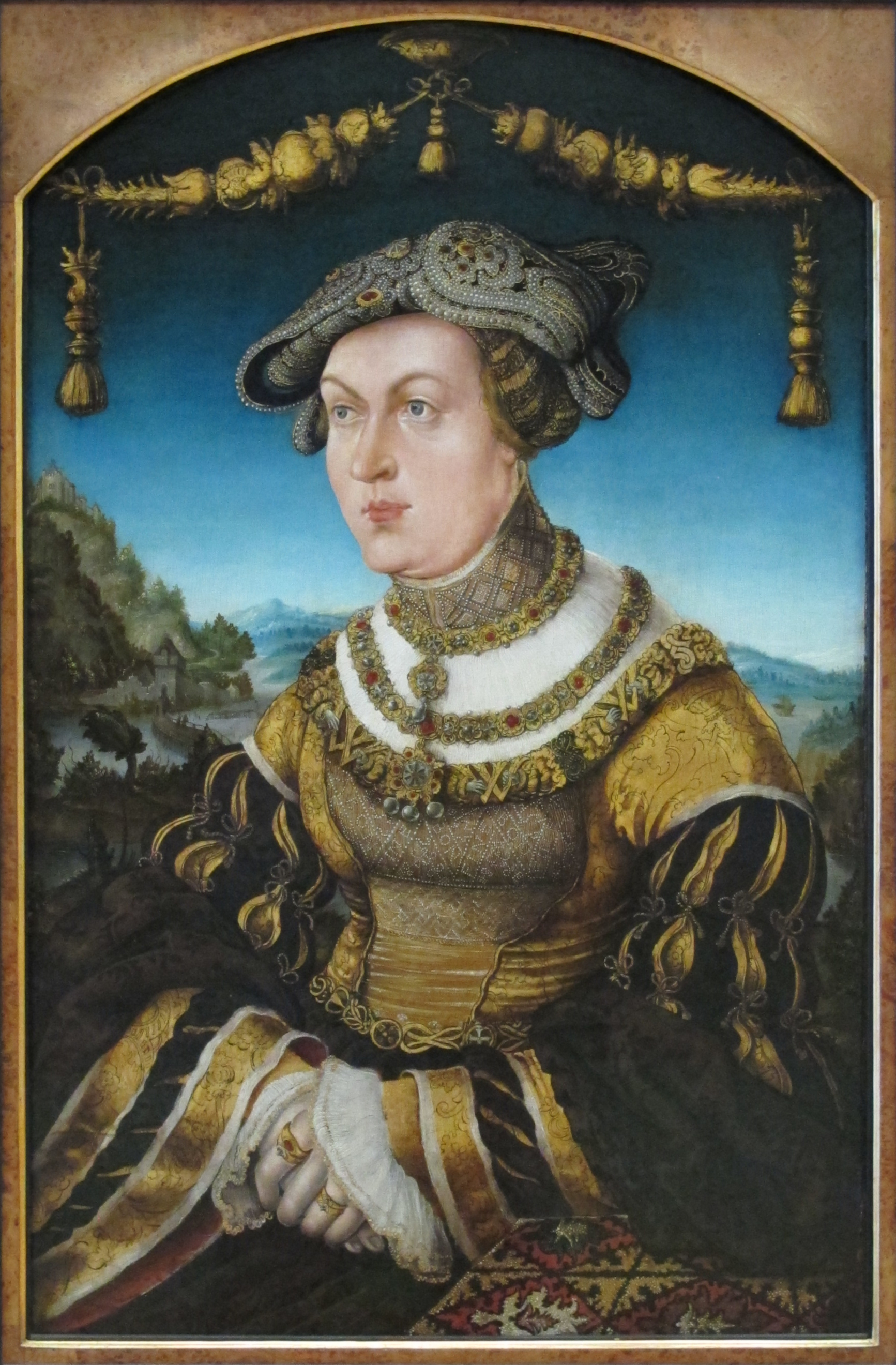
Maria Iacobea (portret de Hans Wertinger, prima jumătate a secolului al XVI-lea)

Pe data de 5 octombrie 1522 Maria Iacobea s-a căsătorit la München cu ducele Wilhelm al IV-lea de Bavaria (1493–1550), fiul cel mare al ducelui Bavariei, Albert al IV-lea, și al arhiducesei Cunigunda de Austria. Blazonul familiei, care apare pe arcada din prima curte interioară a Castelului Burghausen, cuprinde stema Bavariei și cea a Palatinatului Baden, alături de anul 1523.
Maria Iacobea și Albert al IV-lea au avut patru copii:
- Teodo (n. 1526 – d. 1534);[3]
- Albert (n. 1528 – d. 1579), succesorul tatălui său, căsătorit în 1546 cu arhiducesa Anna de Austria (1528–1590), fiica împăratului romano-german Ferdinand I;[2]
- Wilhelm (n. 1529 – d.1530);[3]
- Matilda (n. 1532 – d. 1565), căsătorită în 1547 cu margraful Philibert de Baden (1536–1569).[3]